# 飯豐青皇女
飯豐青皇女（日语：／ Iidoyoao no Himemiko，允恭天皇29年—清寧天皇5年11月），又稱飯豐女王、青海皇女、忍海部皇女（允恭天皇29年? - 清寧天皇5年?），公元5世紀後期的日本皇族（據《古事記》和《日本書紀》的記載）。在清寧天皇崩御後，她曾短暫執政，但她並沒有被列為正式的天皇。
其身世有兩種說法：《古事記》、《日本書紀》〈履中紀〉記載她是履中天皇之女，母親是葦田宿禰（葛城襲津彥之子）的女兒黑媛。但是《日本書紀》另一篇〈顯宗紀〉的世系圖卻記載她是市邊押磐皇子之女，母親是葦田宿禰孫女、葛城蟻臣之女荑媛。
據《日本書紀》記載，在清寧天皇死後，弘計王（後來的顯宗天皇）與億計王（後來的仁賢天皇）兄弟互讓皇位，於是他們的同母姊飯豐青皇女在忍海角刺宮（傳說是位於後來的奈良縣葛城市忍海之角刺神社）執政，被稱為忍海飯豐青尊。《日本書紀》將她描述為一位巾幗英雄，並收錄了一首當時的詞人讚頌她的詩歌。然而《古事記》有記載少許不同：清寧天皇無子，死後飯豐青皇女代治天下，由身為姨母的她在播磨國迎回流落民間的弘計、億計兄弟。
但是上述的記載都沒有承認飯豐青皇女的天皇身份。後世記載則有承認飯豐青皇女為天皇者，包括《扶桑略記》稱她為「飯豐女皇廿四代女帝」，《本朝皇胤紹運錄》記載「飯豐天皇 忍海部女王是也」。
飯豐青皇女執政的時期很短，在位約10個月左右便去世了。關於飯豐清皇女的執政，《日本書紀》稱：「（清寧天皇）五年春正月。白髮天皇崩。是月。皇太子億計王與天皇讓位。久而不處。由是天皇姉飯豐青皇女於忍海角刺宮臨朝秉政。自稱忍海飯豐青尊。」。
而關於飯豐青皇女的去世，《日本書紀》的記載為：「（清寧天皇五年）冬十一月。飯豐青尊崩」，不使用用於皇族的薨，而使用了天皇才能使用的崩，在這方面給予了等同天皇的待遇。據《水鏡》記載她終年45歲，葬於葛城埴口丘陵，規格與奈良縣葛城市北花內的北花內大塚古墳（前方後圓墳，全長90米）相同。